# حشره‌خوار دندان‌قهوه‌ای تایوانی
 حشره‌خوار دندان‌قهوه‌ای تایوانی (نام علمی: Episoriculus fumidus) نام یک گونه از سرده حشره‌خوار دندان‌قهوه‌ای است.